# Willard Sterling Boyle
Willard Sterling Boyle (Amherst, 19 agosto 1924 – Truro, 7 maggio 2011) è stato un fisico canadese.

## Carriera
Chiamato familiarmente Bill, Boyle è stato un importante ricercatore della Bell Laboratories arrivato fino al grado di executive director della divisione semiconduttori del laboratorio di Murray Hill (New Jersey). Insieme a George E. Smith ha inventato nel 1969 il Charge Coupled Device, per il quale gli è stato conferito il Premio Nobel per la fisica nel 2009.